# Vòng loại Giải vô địch bóng đá thế giới 2010 – Khu vực châu Âu (Bảng 8)
Bài viết sau đây là tóm tắt của các trận đấu trong khuôn khổ bảng 8, vòng loại giải vô địch bóng đá thế giới 2010 khu vực châu Âu. Bảng đấu gồm sự góp mặt các đội Ý, Ireland, Síp, Bungary, Montenegro và Gruzia.
Kết thúc vòng đấu, đội đầu bảng Ý giành vé trực tiếp tới Nam Phi. Đội nhì bảng Ireland đi đấu vòng play-off.
| VT | Đội              | ST | T | H | B | BT | BB | HS  | Đ  | Giành quyền tham dự                     |     | Ý   | Cộng hòa Ireland | Bulgaria | Cộng hòa Síp | Montenegro | Gruzia |
| -- | ---------------- | -- | - | - | - | -- | -- | --- | -- | --------------------------------------- | --- | --- | ---------------- | -------- | ------------ | ---------- | ------ |
| 1  | Ý                | 10 | 7 | 3 | 0 | 18 | 7  | +11 | 24 | Giành quyền tham dự FIFA World Cup 2010 |     | —   | 1–1              | 2–0      | 3–2          | 2–1        | 2–0    |
| 2  | Cộng hòa Ireland | 10 | 4 | 6 | 0 | 12 | 8  | +4  | 18 | Tiến vào vòng 2                         |     | 2–2 | —                | 1–1      | 1–0          | 0–0        | 2–1    |
| 3  | Bulgaria         | 10 | 3 | 5 | 2 | 17 | 13 | +4  | 14 |                                         |     | 0–0 | 1–1              | —        | 2–0          | 4–1        | 6–2    |
| 4  | Síp              | 10 | 2 | 3 | 5 | 14 | 16 | −2  | 9  |                                         | 1–2 | 1–2 | 4–1              | —        | 2–2          | 2–1        |        |
| 5  | Montenegro       | 10 | 1 | 6 | 3 | 9  | 14 | −5  | 9  |                                         | 0–2 | 0–0 | 2–2              | 1–1      | —            | 2–1        |        |
| 6  | Gruzia           | 10 | 0 | 3 | 7 | 7  | 19 | −12 | 3  |                                         | 0–2 | 1–2 | 0–0              | 1–1      | 0–0          | —          |        |

## Kết quả
Lịch thi đấu được quyết định tại buổi họp giữa các đội được tổ chức tại Sofia, Bulgaria vào ngày 15 tháng 1 năm 2008.
| Gruzia      | 1-2      | Ireland                |
| ----------- | -------- | ---------------------- |
| Kenia 90+2' | Chi tiết | Doyle 13' · Whelan 70' |

| Montenegro                        | 2-2      | Bulgaria                       |
| --------------------------------- | -------- | ------------------------------ |
| Vučinić 61' · Jovetić 82' (ph.đ.) | Chi tiết | S. Petrov 11' · Georgiev 90+2' |

| Síp           | 1-2      | Ý                   |
| ------------- | -------- | ------------------- |
| Aloneftis 28' | Chi tiết | Di Natale 8', 90+2' |

| Montenegro | 0-0      | Ireland |
| ---------- | -------- | ------- |
|            | Chi tiết |         |

| Ý                 | 2-0      | Gruzia |
| ----------------- | -------- | ------ |
| De Rossi 17', 89' | Chi tiết |        |

| Gruzia          | 1-1      | Síp              |
| --------------- | -------- | ---------------- |
| Kobiashvili 73' | Chi tiết | Konstantinou 66' |

| Bulgaria | 0-0      | Ý |
| -------- | -------- | - |
|          | Chi tiết |   |

| Gruzia | 0-0      | Bulgaria |
| ------ | -------- | -------- |
|        | Chi tiết |          |

| Ireland  | 1-0      | Síp |
| -------- | -------- | --- |
| Keane 5' | Chi tiết |     |

| Ý                | 2-1      | Montenegro  |
| ---------------- | -------- | ----------- |
| Aquilani 8', 29' | Chi tiết | Vučinić 19' |

| Ireland                | 2-1      | Gruzia      |
| ---------------------- | -------- | ----------- |
| Keane 73' (ph.đ.), 78' | Chi tiết | Iashvili 1' |

| Síp                              | 2-1      | Gruzia                  |
| -------------------------------- | -------- | ----------------------- |
| Konstantinou 33' · Christofi 56' | Chi tiết | Kobiashvili 71' (ph.đ.) |

| Montenegro | 0-2      | Ý                               |
| ---------- | -------- | ------------------------------- |
|            | Chi tiết | Pirlo 11' (ph.đ.) · Pazzini 73' |

| Ireland  | 1-1      | Bulgaria           |
| -------- | -------- | ------------------ |
| Dunne 1' | Chi tiết | Kilbane 74' (l.n.) |

| Bulgaria                 | 2-0      | Síp |
| ------------------------ | -------- | --- |
| Popov 8' · Makriev 90+4' | Chi tiết |     |

| Gruzia | 0-0      | Montenegro |
| ------ | -------- | ---------- |
|        | Chi tiết |            |

| Ý            | 1-1      | Ireland   |
| ------------ | -------- | --------- |
| Iaquinta 10' | Chi tiết | Keane 87' |

| Bulgaria      | 1-1      | Ireland   |
| ------------- | -------- | --------- |
| Telkiyski 29' | Chi tiết | Dunne 24' |

| Síp                                    | 2-2      | Montenegro          |
| -------------------------------------- | -------- | ------------------- |
| Konstantinou 13' · Michael 45' (ph.đ.) | Chi tiết | Damjanović 65', 77' |

| Bulgaria                                                            | 4-1      | Montenegro |
| ------------------------------------------------------------------- | -------- | ---------- |
| Kishishev 45+1' · Telkiyski 49' · Berbatov 83' · Domovchiyski 90+1' | Chi tiết | Jovetić 9' |

| Gruzia | 0-2      | Ý                              |
| ------ | -------- | ------------------------------ |
|        | Chi tiết | Kaladze 56' (l.n.), 66' (l.n.) |

| Síp      | 1-2      | Ireland              |
| -------- | -------- | -------------------- |
| Elia 30' | Chi tiết | Doyle 5' · Keane 83' |

| Montenegro          | 1-1      | Síp       |
| ------------------- | -------- | --------- |
| Vučinić 56' (ph.đ.) | Chi tiết | Okkas 63' |

| Ý                         | 2-0      | Bulgaria |
| ------------------------- | -------- | -------- |
| Grosso 11' · Iaquinta 40' | Chi tiết |          |

| Síp                                                       | 4-1      | Bulgaria     |
| --------------------------------------------------------- | -------- | ------------ |
| Charalambides 11', 20' · Konstantinou 58' · Aloneftis 78' | Chi tiết | Berbatov 44' |

| Montenegro                | 2-1      | Gruzia          |
| ------------------------- | -------- | --------------- |
| Batak 13' · Delibašić 78' | Chi tiết | Dvalishvili 45' |

| Ireland                   | 2-2      | Ý                              |
| ------------------------- | -------- | ------------------------------ |
| Whelan 8' · St Ledger 87' | Chi tiết | Camoranesi 26' · Gilardino 90' |

| Bulgaria                                                 | 6-2      | Gruzia                                    |
| -------------------------------------------------------- | -------- | ----------------------------------------- |
| Berbatov 6', 23', 35' · M. Petrov 14', 44' · Angelov 31' | Chi tiết | Dvalishvili 34' · Kobiashvili 51' (ph.đ.) |

| Ý                         | 3-2      | Síp                        |
| ------------------------- | -------- | -------------------------- |
| Gilardino 78', 81', 90+2' | Chi tiết | Makrides 12' · Michael 48' |

| Ireland | 0-0      | Montenegro |
| ------- | -------- | ---------- |
|         | Chi tiết |            |

## Cầu thủ ghi bàn
| Vị trí | Cầu thủ                    | Đội tuyển        | Số bàn |
| ------ | -------------------------- | ---------------- | ------ |
| 1      | Dimitar Berbatov           | Bulgaria         | 5      |
| 1      | Robbie Keane               | Cộng hòa Ireland | 5      |
| 2      | Michalis Konstantinou      | Síp              | 4      |
| 2      | Alberto Gilardino          | Ý                | 4      |
| 3      | Levan Kobiashvili          | Gruzia           | 3      |
| 3      | Mirko Vučinić              | Montenegro       | 3      |
| 4      | Dimitar Telkiyski          | Bulgaria         | 2      |
| 4      | Martin Petrov              | Bulgaria         | 2      |
| 4      | Efstathios Aloneftis       | Síp              | 2      |
| 4      | Constantinos Charalambides | Síp              | 2      |
| 4      | Chrysis Michael            | Síp              | 2      |
| 4      | Ioannis Okkas              | Síp              | 2      |
| 4      | Vladimir Dvalishvili       | Gruzia           | 2      |
| 4      | Richard Dunne              | Cộng hòa Ireland | 2      |
| 4      | Kevin Doyle                | Cộng hòa Ireland | 2      |
| 4      | Glenn Whelan               | Cộng hòa Ireland | 2      |
| 4      | Alberto Aquilani           | Ý                | 2      |
| 4      | Daniele De Rossi           | Ý                | 2      |
| 4      | Antonio Di Natale          | Ý                | 2      |
| 4      | Vincenzo Iaquinta          | Ý                | 2      |
| 4      | Dejan Damjanović           | Montenegro       | 2      |
| 4      | Stevan Jovetić             | Montenegro       | 2      |

1 bàn
| Bulgaria - Stanislav Angelov - Valeri Domovchiyski - Blagoy Georgiev - Radostin Kishishev - Dimitar Ivanov Makriev - Stiliyan Petrov - Ivelin Popov Síp - Demetris Christofi - Marios Elia | Gruzia - Alexander Iashvili - Levan Kenia Ý - Mauro Camoranesi - Fabio Grosso - Giampaolo Pazzini - Andrea Pirlo Cộng hòa Ireland - Seán St Ledger | Montenegro - Radoslav Batak - Andrija Delibašić Phản lưới nhà 2 bàn - Kakha Kaladze (trong trận gặp Ý) 1 bàn - Kevin Kilbane (trong trận gặp Bulgaria) |

## Lượng khán giả
| Đội tuyển        | Cao nhất | Thấp nhất | Trung bình |
| ---------------- | -------- | --------- | ---------- |
| Bulgaria         | 45.000   | 700       | 22.432     |
| Síp              | 6.000    | 1.500     | 3.878      |
| Gruzia           | 40.000   | 4.500     | 25.550     |
| Ý                | 48.000   | 15.009    | 27.291     |
| Montenegro       | 12.000   | 4.000     | 8.184      |
| Cộng hòa Ireland | 70.670   | 36.442    | 53.589     |